# What More Can I Give
What More Can I Give (che nella versione in lingua spagnola prende il titolo di Todo para ti) è una canzone scritta e composta dal cantante statunitense Michael Jackson e pubblicata come singolo benefico tra il 2002 e il 2003, ispirata da un incontro con il Presidente del Sudafrica Nelson Mandela nel 1999.

## Descrizione
Dopo aver realizzato e pubblicato negli anni precedenti varie canzoni a scopo umanitario, come We Are the World (1985), Man in the Mirror (1987), Heal the World (1991) ed Earth Song (1995), Jackson venne ispirato ad incidere un altro brano a scopo benefico. Michael Jackson aveva iniziato a scrivere la canzone, originariamente intitolata Heal LA, col suo tecnico del suono di fiducia, Brad Buxer, dopo le rivolte di Los Angeles seguite al verdetto del processo Rodney King nel 1992. Durante la realizzazione dell'album HIStory (1995) e il suo successivo tour nel 1996 e 1997, Jackson continuò a lavorarci sopra. Il cantante avrebbe voluto far diventare il nuovo singolo "la We Are the World degli anni '90" e pertanto iniziò a contattare fin da subito vari cantanti internazionali come il tenore italiano Luciano Pavarotti, col quale annunciò per la prima volta di star lavorando ad un nuovo pezzo benefico dal palco dei Telegatti il 5 maggio del 1997. L'ispirazione per il titolo definitivo del brano, e per concludere la sua registrazione, venne a Jackson dopo aver incontrato varie volte il presidente Nelson Mandela nel corso della seconda metà degli anni '90.

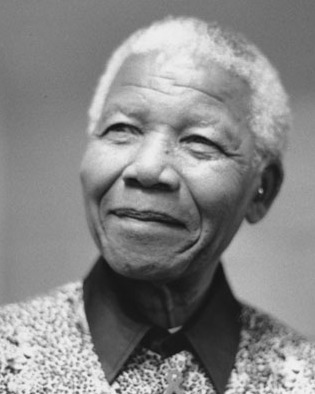
Nelson Mandela, ispiratore della canzone.

Una volta ultimato il brano, Jackson pensò di presentarlo inizialmente durante i due concerti benefici Michael Jackson & Friends del giugno 1999 a Seul e a Monaco di Baviera e avrebbe voluto utilizzarlo come singolo di beneficenza per raccogliere fondi a favore dei profughi della guerra del Kosovo del 1998-1999 e per altre associazioni benefiche, ma, a causa della defezione di Pavarotti e al fatto che gli artisti presenti alle due serate non ebbero il tempo di provare adeguatamente la canzone, non se ne fece nulla e non venne eseguita sul palco, nonostante il suo nome fosse presente ovunque, dal merchandising dei due concerti ai cartelloni, e il suo titolo fosse scritto anche ai lati del palcoscenico.
Due anni dopo, in seguito agli attentati dell'11 settembre 2001 al World Trade Center di New York, Jackson lo riscrisse e lo incise insieme ad altri 26 artisti internazionali, riuniti in un supergruppo chiamato The All-Stars. What More Can I Give fu inoltre tradotto dal musicista panamense Rubén Blades in lingua spagnola con il titolo Todo para ti per l'America Latina. A questa versione parteciparono 23 artisti, principalmente di lingua spagnola, alcuni dei quali già presenti nel brano in lingua inglese. Le due versioni miravano a raccogliere svariati milioni di dollari da destinare ai sopravvissuti e alle famiglie delle vittime degli attacchi terroristici. Le registrazioni si tennero presso degli studi di registrazione a Los Angeles e terminarono nel mese di ottobre 2001.

## The All-Stars
| Artista                        | What More Can I Give | Todo para ti |
| ------------------------------ | -------------------- | ------------ |
| 3LW                            | Si                   | No           |
| Aaron Carter                   | Si                   | No           |
| Alejandro Sanz                 | No                   | Si           |
| Anastacia                      | Si                   | Si           |
| Beyoncé                        | Si                   | No           |
| Billy Gilman                   | Si                   | No           |
| Brian McKnight                 | Si                   | Si           |
| Bryton                         | Si                   | No           |
| Carlos Santana                 | Si                   | Si           |
| Céline Dion                    | Si                   | Si           |
| Cristian Castro                | No                   | Si           |
| Gloria Estefan                 | Si                   | Si           |
| Hanson                         | Si                   | No           |
| Jon Secada                     | Si                   | Si           |
| Joy Enriquez                   | No                   | Si           |
| Juan Gabriel                   | No                   | Si           |
| Julio Iglesias                 | No                   | Si           |
| Justin Timberlake              | Si                   | Si           |
| Laura Pausini                  | No                   | Si           |
| Luis Miguel                    | No                   | Si           |
| Luther Vandross                | Si                   | Si           |
| Mariah Carey                   | Si                   | Si           |
| Michael McCary dei Boyz II Men | Si                   | No           |
| Michael Jackson                | Si                   | Si           |
| Mýa                            | Si                   | Si           |
| *NSYNC                         | Si                   | Si           |
| Nick Carter                    | Si                   | No           |
| Olga Tañón                     | No                   | Si           |
| Reba McEntire                  | Si                   | No           |
| Ricky Martin                   | Si                   | Si           |
| Rubén Blades                   | No                   | Si           |
| Shakira                        | Si                   | Si           |
| Shawn Stockman dei Boyz II Men | Si                   | No           |
| Thalía                         | Si                   | Si           |
| Usher                          | Si                   | No           |
| Tom Petty                      | Si                   | No           |
| Ziggy Marley                   | Si                   | No           |

## Pubblicazione e promozione

### Controversie
Il singolo non fu mai pubblicato su supporto fisico a causa di disaccordi tra Jackson e la Sony Music: la Sony ne riteneva economicamente controproducente l'uscita in contemporanea con la promozione del nuovo album del cantante, Invincible, patrocinato dall'etichetta stessa; secondo Jackson, invece, la Sony aveva già chiuso la fase di promozione del disco, non avendo in programma di estrarre ulteriori singoli, realizzare altri videoclip o pubblicità. La mancata pubblicazione dovuta a questa controversia, assieme ad altri problemi contrattuali, portò Jackson a voler inizialmente rescindere il contratto con la casa discografica. La Sony aggiunse in seguito che il produttore della canzone, Marc Schaffel, precedentemente aveva diretto film pornografici a tematica gay e che per questo non intendeva associarlo a Michael Jackson e al singolo benefico.

### Esibizione dal vivo alUnited We Stand: What More Can I Give
United We Stand: What More Can I Give è stato un concerto benefico organizzato da Michael Jackson, tenutosi il 21 ottobre 2001 al RFK Stadium di Washington. Fu il terzo evento più grande in commemorazione delle vittime degli attentati terroristici alle Torri Gemelle dell'11 settembre 2001. Gli altri due ebbero luogo a New York. Lo spettacolo ebbe una durata di quasi mezza giornata, da metà pomeriggio fino a notte inoltrata. Ne presero parte numerose star sia di vecchia generazione (come gli Aerosmith, James Brown, Rod Stewart, Bette Midler, gli America e Huey Lewis) sia di nuova (Beyoncé con le Destiny's Child, P. Diddy, i Goo Goo Dolls, i Backstreet Boys, Usher, Pink e Justin Timberlake con gli *NSYNC).
Michael Jackson eseguì Man in the Mirror e chiuse la serata con What More Can I Give, cantata insieme a molti degli artisti presenti quella sera, segnando la prima, e unica, esibizione dal vivo della canzone.
Allo spettacolo assistettero 46.000 spettatori e fu trasmesso in televisione, seppure in versione tagliata, dalla ABC in differita il 1º novembre 2001.
La conduzione fu affidata a John Stamos. Furono ospiti Kevin Spacey e alcune figure politiche, tra le quali il sindaco di Washington.

### Autopromozione e videoclip
Infine, Jackson autoprodusse sia il singolo sia le relative due versioni del videoclip presentandole lui stesso: la prima ai Bambi Awards a Berlino, in Germania, nel novembre del 2002, e la seconda versione ai Radio Music Awards a Las Vegas, negli Stati Uniti, nell'ottobre del 2003. Le due versioni del video sono sostanzialmente uguali, con le immagini dei vari artisti che registrano la canzone in studio e incontrano Jackson, con la sola differenza che nella prima versione (registrata nel 2001) Jackson appare più spesso coi capelli corti mentre nella seconda sono state aggiunte varie immagini di Jackson in studio coi capelli più lunghi e una giacca di strass rossa, registrate nel 2003. Le due versioni del brano furono trasmesse alla radio per la prima volta alla fine del 2002: What More Can I Give negli Stati Uniti e Todo para ti in America Latina. Furono pubblicate in formato digitale il 27 ottobre 2003.

### La copertina del singolo
Il famoso artista brasiliano Romero Britto progettò, creò e dipinse un'opera d'arte da utilizzare come copertina per il singolo; Britto creò un disegno stilizzato con al centro un classico "ribbon" coi colori della bandiera statunitense e circondato da cuori di colori vivaci su sfondo giallo. Britto fece stampare 250 copie di questo pezzo come oggetto da collezione speciale e sia Britto che Michael Jackson firmarono ciascuno un numero limitato di questi pezzi da mettere all'asta per raccogliere altri fondi da dare in beneficenza.

### Commenti di Michael Jackson
Commento del singolo
Presentazione del videoclip ai Radio Music Awards, 2003
Ci sono voluti due anni, un periodo molto lungo, ma con l'aiuto di più di cento persone, che hanno collaborato gratuitamente, siamo riusciti finalmente a portare a termine questo progetto. Non sarebbe stato possibile senza il vostro aiuto (e fa segno alla platea). Non sarebbe stato possibile senza Beyoncé, lei ne fa parte. Una moltitudine di artisti. Amo questa donna. Lei è incantevole (indicando Beyoncé). Artisti con incredibili talenti hanno aiutato la realizzazione di questa canzone, che io ho scritto.
Due anni fa siamo sopravvissuti ad un attacco terroristico che non ha cambiato solo il nostro paese, ma l'intero mondo. Vi amo di più (sorridendo). Non dimenticheremo mai che una terribile tragedia ci ha unito e che ha portato a questo progetto. Produrre questa canzone è stato di per sé un miracolo. Vi presento ora un video che raggruppa tutti i punti salienti di questa lavorazione e che vedremo ora per la prima volta. Ringrazio i Radio Music Awards che ci hanno dato la possibilità di presentarlo a tutto il mondo. Spero che potremo così di nuovo dare inizio ad una missione che porterà il mondo su una linea di armonia, durante la quale ogni giorno ci chiederemo: What More Can I Give (Cosa posso dare di più).»
Michael Jackson, infine, ringraziò anche tutte le radio e i DJ per il loro appoggio e i responsabili di Clear Channel Communications per il loro aiuto e per la pubblicazione della canzone.

### Epilogo
A causa di nuove accuse di presunti abusi su minore a danni di Jackson, che avrebbero portato al suo arresto (e ad un processo che si concluse con la sua totale assoluzione nel 2005) però, la canzone venne tolta dalle piattaforme per il download digitale già a partire dal 20 novembre 2003, segnando inesorabilmente l'epilogo del progetto.

## Tracce
Download digitale
1. What More Can I Give
2. Todo para ti